# کنتارو کوبایاشی
کنتارو کوبایاشی (انگلیسی: Kentarō Kobayashi؛ زادهٔ ۱۷ آوریل ۱۹۷۳) کمدین، کارگردان نمایش، مانگاکا، بازیگر، و نمایشنامه‌نویس اهل ژاپن است.